# أورنيه (آن)
أورنيه (بالفرنسية: Ornex)‏ هي بلدية فرنسية تقع في إقليم آن في فرنسا. رمز إنسي لها هو:1281. أما الرمز البريدي لها فهو: 1210.